# Szklenice
Szklenice (niem. Glaserberg) – przysiółek w Polsce położony w województwie dolnośląskim, w powiecie zgorzeleckim, w gminie Pieńsk,
będący częścią wsi Bielawa Dolna.
W latach 1975–1998 miejscowość administracyjnie należała do województwa jeleniogórskiego.